# Teluk Langkap
Teluk Langkap is een bestuurslaag in het regentschap Tebo van de provincie Jambi, Indonesië. Teluk Langkap telt 1388 inwoners (volkstelling 2010).